# 小行星10423
小行星10423（10423 Dajčić）是一颗绕太阳运转的小行星，为主小行星带小行星。该小行星于1999年1月16日发现。

## 轨道参数
小行星10423的轨道半长轴为2.2442557 UA，离心率为0.141。